# Sunday Times Rich List 2007
Sunday Times Rich 2007 — Список був опублікований 29 квітня 2007 року. Інтернет-видання було опубліковано 30 квітня 2007 року.
З 1989 року британська національна недільна газета «The Sunday Times» ("сестра" «The Times» ) публікує щорічні журнальні доповнення під назвою «Sunday Times Rich List» як додаток до газети. Перелік заснований на оцінці мінімального багатства багатих 1000 осіб або сімей, у Великій Британії станом на січень цього року.
Перші три місця в списку залишилися незмінними з минулого року. Одним з найпомітніших змін була переоцінка газетою забудовника Насера Давида Халілі, розміщеного п'ятим,  статок оцінюється в £ 5800 млн. Це включає оцінну вартість у розмірі £ 4500 млн за його колекцію творів мистецтва (в порівнянні з 500 млн фунтів стерлінгів попереднього року), яка була поставлена під сумнів з інших джерел.
Ця стаття стосується тільки списку 2007. Про списки в цілому, див. Sunday Times Rich List.

## Топ 12 статків
| Ранг   | Значення | Ім'я                                               | Джерело багатства                                               | 2006 Ранг | 2006 Статки |
| ------ | -------- | -------------------------------------------------- | --------------------------------------------------------------- | --------- | ----------- |
| 1▬     | £19250m▲ | Лакшмі Міттал                                      | Сталь                                                           | 1         | £14881m     |
| 2▬     | £10800m▬ | Роман Абрамович                                    | Нафта, промисловість                                            | 2         | £10800m     |
| 3▬     | £7000m▲  | Джеральд Гросвенор, шостий герцог Вестмінстерський | Property                                                        | 3         | £6600m      |
| 4▲     | £6200m▲  | Srichand and Gopichand Hinduja                     | Промисловість та фінанси                                        | 7         | £3600m      |
| 5▲     | £5800m▲  | Нассер Давид Халілі                                | Мистецтво та Property                                           | 99        | £610m       |
| 6▼     | £5400m▲  | Ханс Раузінг і сім'я                               | Харчова упаковка                                                | 4         | £4950m      |
| 7▼     | £4900m▬  | Philip Green і Lady Green                          | Retailing                                                       | 5         | £4900m      |
| 8▲     | £3500m▲  | Джон Фредріксен                                    | Судноплавство                                                   | 10        | £2856m      |
| 9▼     | £3490m▲  | Девід і Саймон Рубен                               | Property                                                        | 8         | £3250m      |
| 10▲    | £3300m▲  | Джим Реткліфф                                      | Хімічні речовини                                                | 45        | £1100m      |
| 11▼    | £3100m▲  | Річард Бренсон                                     | Транспорт, музика, мобільні телефони, засоби масової інформації | 9         | £3065m      |
| 12 = ▼ | £3050m▲  | Шарлін і Мішель де Карвальо(Heineken)              | Пивоварство (Heineken)                                          | 11        | £2600m      |
| 12 = ▲ | £3050m▲  | Шон Куїнн і сім'я                                  | Розробка кар'єрів, property, страхування                        | 18        | £2800m      |